# Парк санаторію «Чорномор'є»
Парк пансіонату «Чорномор'є» — парк-пам'ятка садово-паркового мистецтва місцевого значення, розташований у смт Лівадія Ялтинської міськради. Створений відповідно до Постанови ВР АРК № 295-3/02 від 18 жовтня 2002 року.

## Опис
Землекористувачем є пансіонат «Чорномор'є», площа — 11,679 га. Парк розташований у смт Лівадія Ялтинської міськради.
Парк створений із метою охорони, збереження та раціонального використання в естетичних, природоохоронних, наукових, виховних та оздоровчих цілях цінного зразка паркового будівництва.